# Nizao-Las Auyamas
Nizao-Las Auyamas es un distrito municipal que depende del municipio de San José de Ocoa (San José de Ocoa).

## Población
En el Censo de Población y Vivienda de 2002, el último realizado en el país, la población de El Pinar está incluida en el municipio de San José de Ocoa.

## Datos
Mediante la Ley n.º 14 del 20 de enero de 2004, las secciones de Nizao y Las Auyamas, del municipio de San José de Ocoa, fueron fusionadas y erigidas en distrito municipal con el nombre Nizao-Las Auyamas, con cabecera en Nizao. Quedó integrado por las secciones Las Cumbres, El Higuito y Las Auyamas Arriba.

## Economía
La principal actividad económica del municipio es la agrícola.
- Datos: Q6043463